# Красный Базар
Красный Базар (азерб. Qırmızı Bazar — также Гырмызы-Базар) — посёлок в Ходжавендском районе Азербайджана, центр одноимённого посёлкового административно-территориального округа.

## География
Посёлок Красный Базар (или Гырмызы-Базар) является центром Краснобазарского (или Гырмызы-Базарского) посёлкового административно-территориального округа Ходжавендского района, при этом в состав этого посёлкового административно-территориального округа входят также и сёла Шехер и Шых-Дурсун. Красный Базар является одним из двух посёлков Ходжавендского района и обладает очень выгодным стратегическим положением, на пересечении важных дорог. Населённый пункт расположен в ущелье, на левом берегу реки Кенделанчай. На территории Гырмызы-Базара есть большие запасы природных ресурсов, лесополосы и запасы пресной воды. Через него проходит трасса, соединяющая его с Ханкенди. Также от Красного Базара на северо-восток отходит трасса, соединяющая его с городом Ходжавендом через село Сос, Гюнейхырманский сельский административно-территориальный округ и село Киш. 

## История
Село Красный Базар возникло в 1920-х годах, будучи изначально рыночной зоной, отведённой для нужд близлежащих населённых пунктов. Позже здесь появились дома для рабочих, спиртовой завод, а затем из соседних сёл сюда стали переезжать постоянные жители. В 1930-х годах была проложена внутренняя сеть водоснабжения. Уже в 1947 году село получило статус посёлка городского типа.
В советский период посёлок был центром одноимённого посёлкового Совета, который входил в состав Мартунинского района Нагорно-Карабахской автономной области (НКАО) Азербайджанской ССР. Здесь имелись винный и маслосыродельный завод, а также средняя школа, клуб, библиотека, детский сад, кинотеатр, больница и автоматическая телефонная станция.
2 сентября 1991 года на совместной сессии Нагорно-Карабахского областного и Шаумяновского районного Советов народных депутатов была принята Декларация о провозглашении Нагорно-Карабахской Республики (НКР) в границах Нагорно-Карабахской автономной области (НКАО) и сопредельного Шаумяновского района Азербайджанской ССР.
26 ноября 1991 года Верховный Совет Азербайджанский Республики принял Закон «Об упразднении Нагорно-Карабахской автономной области Азербайджанской Республики». Помимо упразднения автономии, закон предусматривал и переименование Мартунинского района в Ходжавендский. В настоящее время посёлок Красный Базар является центром одноимённого посёлкового административно-территориального округа в составе Ходжавендского района Азербайджана.
В мае 1992 года, с началом Первой карабахской войны, Красный Базар, контролировавшийся армянскими вооружёнными формированиями, был атакован вертолётами ВВС Азербайджана. После окончания военных действий посёлок остался под контролем непризнанной Нагорно-Карабахской Республики, где числился в составе Мартунинского района НКР под названием Кармир-Шука (арм. Կարմիր Շուկա). Местный винзавод возобновил деятельность в 2000 году. В 2016 году на средства Всеармянского фонда «Айастан» и властей непризнанной республики здесь был возведён многофункциональный муниципальный центр.
Посёлок пострадал во время Второй карабахской войны в 2020 году. В начале ноября здесь шли ожесточённые бои. Армянским войскам удалось удержать контроль над посёлком, однако после Заявления сторон о прекращении огня он оказался расположенным прямо у новой линии соприкосновения, а 260 гектаров используемых жителями до войны пахотных земель и значительная часть виноградников, садов и пастбищ остались вне армянского контроля. 14 ноября 2020 года здесь был размещён наблюдательный пост миротворческих сил Российской Федерации. При этом с момента прекращения боёв по дороге, проходящей через Красный Базар и связывающей вернувшиеся под азербайджанский контроль города Шуша и Физули, в сопровождении российских миротворцев регулярно проходили азербайджанские автоколонны, перевозившие в основном строительные материалы.
В ходе проведённой Азербайджаном 19—20 сентября 2023 года боевой операции Министерство обороны Азербайджана сообщило об уничтожении боевых позиций, долговременных огневых точек, боевых средств и объектов военного назначения армянских вооружённых формирований вблизи Красного Базара. По итогам боевых действий Азербайджан восстановил полный контроль над посёлком.
20 декабря 2023 года президент Азербайджана Ильхам Алиев и первая леди Мехрибан Алиева в ходе поездки в Ходжавендский район побывали в посёлке Красный Базар.

## Население
По состоянию на 1 января 1933 года в селе проживало 198 человек (47 хозяйств), все — армяне.
Национальный состав
| Год переписи  | 1959         | 1970            | 1979            |
| армяне        | 673 (98,7 %) | ↗1 075 (99,4 %) | ↗1 093 (99,2 %) |
| азербайджанцы | 5 (0,7 %)    | ↘3 (0,3 %)      | ▬3 (0,3 %)      |
| русские       | 3 (0,4 %)    | ↘1 (0,1 %)      | ↗4 (0,4 %)      |
| другие        | 1 (0,1 %)    | 2 (0,2 %)       | 2 (0,2 %)       |
| всего         | 682 (100 %)  | 1 081 (100 %)   | 1 102 (100 %)   |

## Экономика
Посёлок Красный Базар обладает сельскохозяйственным и туристическим потенциалом.

## Достопримечательности
До перехода под контроль непризнанной НКР в посёлке Красный Базар под государственной охраной находились два восточных платана как древние памятники природы. Диметр ствола составлял 600 сантиметров, высота 25 метров, а возраст же тысячу и две тысячи лет соответственно.